# Континуум (в физике)
Конти́нуум в физике обозначает некоторую сплошную среду, в которой исследуются процессы/поведение этой среды при различных внешних условиях. Вводится на основании гипотезы сплошности, в рамках которой пренебрегают структурой исследуемых тел и сред, усредняя их микроструктурные характеристики по физически малому объёму. Непрерывным континуумом можно считать как обычные материальные тела, так и различные поля, например, электромагнитное поле.
Данная идеализация необходима при исследовании деформируемых тел и сред аппаратом теории непрерывных функций.
Для описания усреднённых характеристик тел/среды используют статистический и феноменологический подходы.
При статистическом подходе методами статистической физики рассматриваются средние характеристики по большому ансамблю частиц с учётом особенностей микроструктуры ансамбля. Статистические методы связаны с введением дополнительных гипотез о свойствах частиц, их взаимодействием и с упрощением этих свойств и взаимодействий. Согласно теореме Чебышёва достоверность статистически определённого параметра растёт с ростом числа частиц (размером выборки) ансамбля. Чрезмерная сложность соответствующих уравнений зачастую приводит к неэффективности решения задач и к отсутствию в ряде случаев даже базы для решения задач статистическими методами.
При феноменологическом подходе используют построение феноменологической макромодели, основанной на общих, добытых из опыта закономерностях и гипотезах. Этот метод наиболее часто используется в физике в связи с достаточной простотой, а главное, в связи с тем, что, как правило, использование данного метода в постановке исследуемой проблемы приводит к хорошему соответствию результатов исследования с опытом.

Корректность применения феноменологического подхода ограничена значительным превышением пространственных и временных характеристик процесса над размерами флюктуаций исследуемого параметра. Так, в исследовании волновых процессов гипотеза сплошности применима при длине волны, значительно превышающей расстояние между элементами рассматриваемой динамической системы.